# 간인노미야 나오히토 친왕

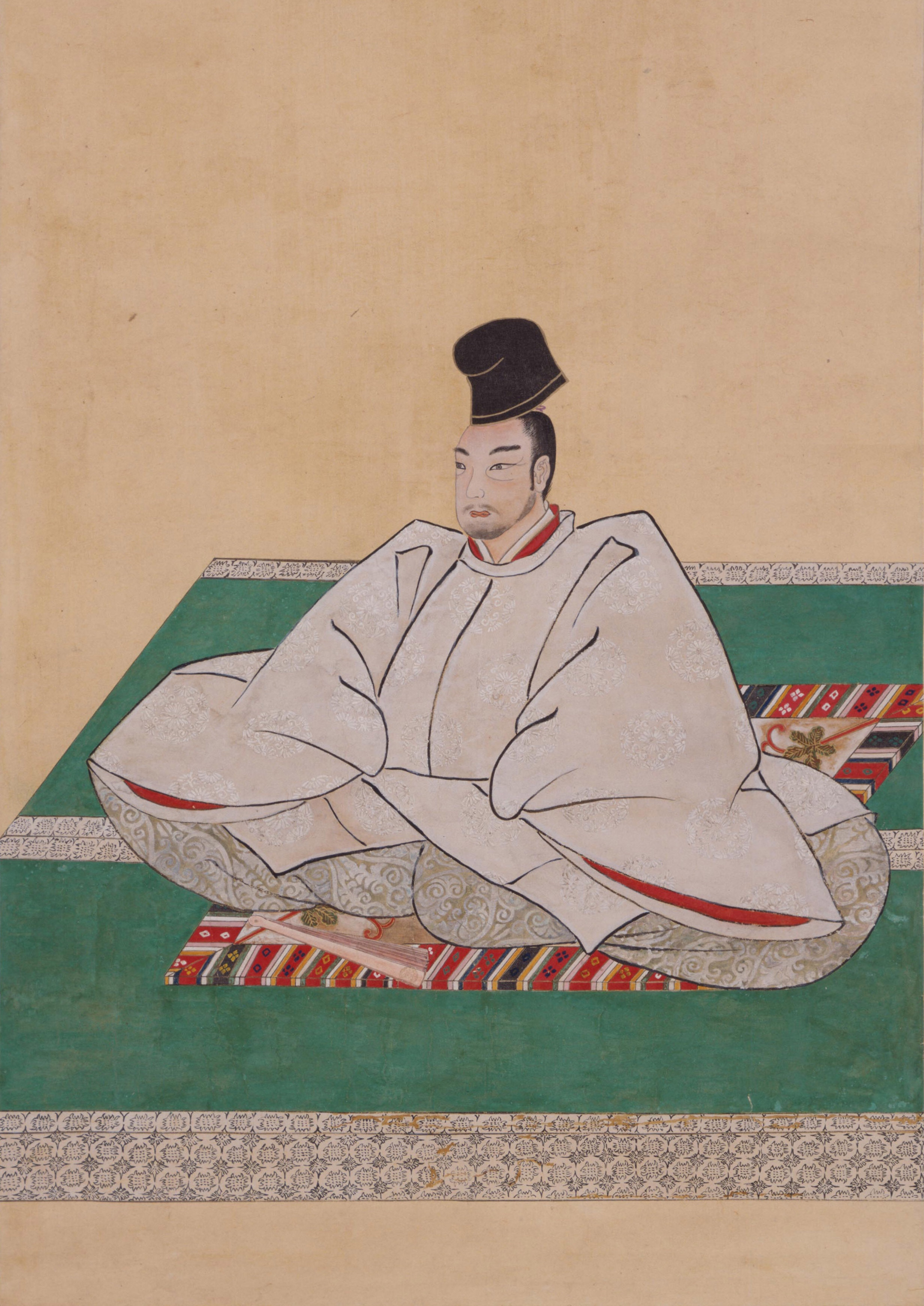
간인노미야 나오히토 친왕

간인노미야 나오히토 친왕(閑院宮直仁親王)은 에도 시대의 황족이다. 히가시야마 천황의 제6황자로서 1710년 세습친왕가의 일원으로 궁가 간인노미야를 창설하였다.
| 전임 (창설) | 제1대 간인노미야 당주 | 후임 간인노미야 스케히토 친왕 |